# Kamenka (raïon d'Izioum)
Kamenka (Каменка), autrefois Stratilatovka, est un village en Ukraine situé dans le raïon d'Izioum de l'oblast de Kharkiv au nord-est du pays. Kamenka est le centre administratif du conseil rural de Kamenka dont font partie les petits villages de Sinitchino, Soukhaïa Kamenka et Tikhotskoïe.

## Population
La population s'élevait au recensement de 2001 à 1 226 habitants.

## Géographie
Le village de Kamenka se trouve à 72 mètres d'altitude sur la rive droite de la rivière Donets à 2 km au sud de la ville d'Izioum et à 5 km de Sinitchno et à 135 km au sud-ouest de Kharkiv. Le village est traversé aussi par la rivière Grekovka en amont de laquelle se trouve l'étang de Grekovka formé par un barrage.
Kamenka est desservi par la route nationale E-40.

## Histoire
Le village est fondé en 1707 sous Pierre le Grand. En 1797, le village qui est appelé Stratilatovka (d'après le nom de son église, dédiée à Théodore le Stratilate) appartient à Andreï Samborski (conseiller spirituel d'Alexandre Ier) qui le lègue ensuite à sa fille, épouse de Vassili Malinovski, premier directeur du lycée de Tsarskoïe Selo. 
Dans les années 1839-1841, le gendre de Malinovski, le général Vladimir Volkhovski (1798-1841), époux de Marie Malinovskaïa (1809-1899), s'est installé en son domaine pour diriger de près les exploitations agricoles, puis il y est venu régulièrement avant d'y mourir et d'y être enterré.

## Économie
- Exploitation laitière.

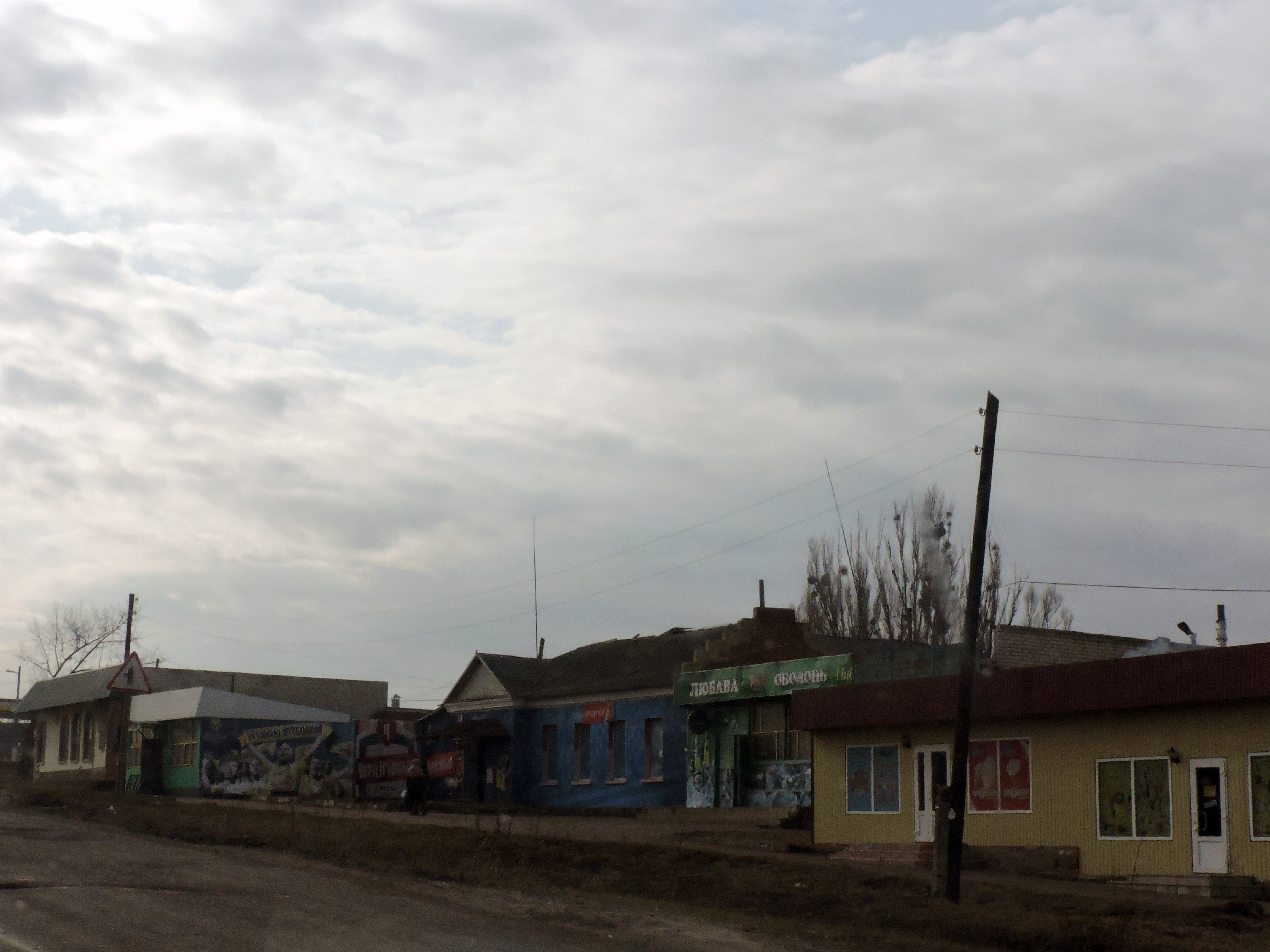
Magasins du centre du village.

- Pisciculture (Izioumryba, «Изюмрыба», СЗАО).
- Usine de matériaux de construction (Изюмский завод стройматериалов, ЗАО).

## Infrastructures
Le village dispose d'une école primaire et secondaire, d'un stade, et d'un centre culturel.